# Новий Сьвят (гміна Тулішкув)
Новий Сьвят (пол. Nowy Świat) — село в Польщі, у гміні Тулішкув Турецького повіту Великопольського воєводства.
Населення — 351 особа (2011).
У 1975-1998 роках село належало до Конінського воєводства.

## Демографія
Демографічна структура станом на 31 березня 2011 року:
|          | Загалом | Допрацездатний вік | Працездатний вік | Постпрацездатний вік |
| -------- | ------- | ------------------ | ---------------- | -------------------- |
| Чоловіки | 184     | 52                 | 118              | 14                   |
| Жінки    | 167     | 48                 | 87               | 32                   |
| Разом    | 351     | 100                | 205              | 46                   |